# Kumtorkalinskij rajon
Il Kumtorkalinskij rajon (in russo Кумторкалинский район?) è un distretto municipale del Daghestan, situato nel Caucaso.